# Малиновка (Техтинский сельсовет)
Малиновка (бел. Малінаўка) — деревня в составе Техтинского сельсовета Белыничского района Могилёвской области Республики Беларусь.

## Население
- 2010 год — 21 человек